# Love Child of the Century
《Love Child of the Century》은 클래지콰이 프로젝트의 세 번째 정규 음반이다. 타이틀 곡은 "Lover Boy"이다. 한정판과 일반판으로 나눠 발매되었다. 한정판 커버는 주황색, 일반판 커버는 흰색이다.

## 수록 곡 목록
1. 〈Prayers〉(3분 46초)
  - 작곡 : 김성훈
  - 작사 : 김성훈
  - 편곡 : 김성훈
  - 노래 : 크리스티나
2. 〈Lover Boy〉(4분 14초)
  - 작곡 : 김성훈
  - 작사 : 김성훈
  - 편곡 : 김성훈
  - 노래 : 알렉스, 호란
3. 〈생의 한가운데〉(4분 37초)
  - 작곡 : 김성훈
  - 작사 : 김성훈
  - 편곡 : 김성훈
  - 노래 : 알렉스, 호란
4. 〈Session 1: All Hail〉(8초)
5. 〈Gentle Giant〉(4분 39초)
  - 작곡 : 김성훈
  - 작사 : 김성훈
  - 편곡 : 김성훈
  - 노래 : 알렉스, 호란
6. 〈Last Tango〉(3분 51초)
  - 작곡 : 김성훈
  - 작사 : 김성훈
  - 편곡 : 김성훈
  - 노래 : 알렉스, 호란
7. 〈피에스타〉(4분 38초)
  - 작곡 : 김성훈
  - 작사 : 김성훈
  - 편곡 : 김성훈
  - 노래 : 호란
8. 〈Next Love〉(4분 27초)
  - 작곡 : 김성훈
  - 작사 : 김성훈
  - 편곡 : 김성훈
  - 노래 : 크리스티나, 알렉스
9. 〈Romeo N Juliet〉(3분 56초)
  - 작곡 : 김성훈
  - 작사 : 호란, MC Meta
  - 편곡 : 김성훈
  - 노래 : 알렉스, 호란, MC Meta (피쳐링)
10. 〈FLOWER CHIDREN〉(4분 37초)
  - 작곡 : 김성훈
  - 작사 : 김성훈
  - 편곡 : 김성훈
  - 노래 : 알렉스, 호란
11. 〈Session 2: Confession〉 (41초)
12. 〈금요일의 Blues〉(3분 45분)
  - 작곡 : 김성훈
  - 작사 : 알렉스
  - 편곡 : 김성훈
  - 노래 : 알렉스
13. 〈Glory〉(4분 5초)
  - 작곡 : 김성훈
  - 작사 : 김성훈
  - 편곡 : 김성훈
  - 노래 : 크리스티나
14. 〈빛〉(4분 24초)
  - 작곡 : 김성훈
  - 작사 : 김성훈
  - 편곡 : 김성훈
  - 노래 : 크리스티나